# Лобва (станция)
Ло́бва — грузопассажирская станция в посёлке Лобва Новолялинского района Свердловской области, железнодорожный вокзал посёлка. Станция Лобва расположена на ветке Гороблагодатская — Серов (бывшая Богословская железная дорога).
Название станции, как и самого посёлка, происходит от названия реки Лобвы. Станция находится на окраине посёлка, далее линия уходит на север, в Серов. При станции есть небольшой деревянный одноэтажный вокзал, построенный в начале XX века по единому проекту с вокзалами станций Ляля в городе Новой Ляле, Кушва и Благодать в городе Кушве, Верхняя в городе Верхней Туре, Выя в посёлке Большая Выя и Платина в одноимённом посёлке; воднапорная башня и комплекс хозяйственных зданий, также постройки начала XX века. Станция Лобва используется для разъезда и сортировки поездов и для обслуживания жителей посёлка Лобва. К северо-западу и к востоку от станции отходят подъездные пути к промышленным предприятиям посёлка.

## Сообщение по станции
Через станцию Лобва транзитом следуют поезда дальнего следования Пермь — Приобье и Екатеринбург — Приобье и пригородные электропоезда сообщениями Нижний Тагил — Верхотурье, Нижний Тагил — Нижняя Тура и Нижний Тагил — Серов.

## История
Железнодорожная станция Лобва была открыта в 1906 году в составе Богословской железной дороги близ построенного здесь годом ранее одноимённого посёлка. В 1910 году наследники астраханского рыбопромышленника К. П. Воробьёва близ станции Лобва построили лесопильный завод на 7 рам, в 1931 году начал работать завод по выпуску деревянных труб, а в 1944 году был пущен гидролизный завод. Станция служила для загрузки и отправки товаров с этих предприятий, пунктом сортировки составов, разъезда поездов и для нужд местных жителей.